# سهره‌های جزیره‌ای
سهره‌های جزیره‌ای (نام علمی: Nesospiza) نام یک سرده از تیره زردپره‌ایان است.

## گونه‌ها
- سهره جزیره دست‌نیافتنی, Nesospiza acunhae
- سهره جزیره بلبل, Nesospiza questi
- سهره ویلکینز, Nesospiza wilkinsi